# Шифф, Виктор
Виктор Шифф (нем. Victor Schiff; 21 февраля 1895, Париж, Франция, — 14 июня 1953, Рим, Италия) — немецкий журналист и писатель.

## Биография
Во время Первой мировой войны служил солдатом в австро-венгерской армии. В 1917 году, будучи в Берлине, вступил в СДПГ. В 1919 году был членом немецкой делегации на мирных переговорах в Версале о послевоенном соглашении.
В 1920—1933 годах работал внешнеполитическим редактором социал-демократической ежедневной газеты «Форвертс». Обладая обширными связями за рубежом, был одним из ближайших сотрудников главного редактора Фридриха Штампфера.
Помимо статей на злобу дня Шифф писал книги, самой заметной среди которых стала книга «So war es in Versailles», рассказывающая о Версальской конференции. Кроме этого, он был ответственным редактором некоторых книг (в частности, вышедшего в Германии сборника речей Жана Жореса).
В 1931 году он высказался в поддержку действий правительства Генриха Брюнинга, надеясь, что тем самым немецкий парламентаризм поможет справиться с мировым экономическим кризисом и спасет от грозящей диктатуры.
После начала правления нацистов Шифф дважды арестовывался, после чего иммигрировал в Великобританию, а оттуда во Францию. Он поселился в Париже, где стал доверенным лицом Сопаде (SoPaDe, название СДПГ в эмиграции). На жизнь он зарабатывал в качестве корреспондента английской газеты «Daily Herald», также сотрудничая в эмигрантской прессе.
Хотя до этого Шифф примыкал к правому крылу СДПГ, в 1935 году он выступил как сторонник создания совместно с коммунистами Народного фронта. Вместе с Вилли Мюнценбергом, пользуясь поддержкой СССР, Шифф организовал созыв Международного конгресса мира, проходившего 3-6 сентября 1936 года в Брюсселе.
После начала гражданской войны в Испании «Daily Herald» направила туда Шиффа корреспондентом, и он пробыл в Испании два года.
В 1940 году переехал в Лондон. С 1942 года был членом комитета лондонской организации Сопаде. В это время, будучи сторонником социал-патриотического крыла, выступал против заключения мира на условиях противников Германии, а также против территориальных уступок и одностороннего разоружения Германии после войны. В 1943 году перешел в «Свободное немецкое движение», где доминировали коммунисты, но в следующем году вернулся к социал-демократам.
С 1946 года работал корреспондентом «Daily Herald» в Риме.